# Kobe Franklin
Kobe Lloyd Franklin (Toronto, 10 maggio 2003) è un calciatore canadese, difensore del Toronto FC.

## Caratteristiche tecniche
Gioca come terzino destro.

## Carriera

### Club
Dal 2012 al 2016 ha giocato nell'Academy del Chicago Fire prima di fare ritorno in Canada dove ha firmato con il Toronto FC.
Il 19 agosto 2018 ha debuttato con il Toronto FC III segnando anche una rete nell'incontro di League1 Ontario contro l'Ottawa South Utd che lo ha reso il più giovane marcatore nella storia della competizione.
Il 13 maggio 2021 ha firmato il suo primo contratto professionistico con il Toronto FC II. e nove giorni dopo ha debuttato in USL League One contro il North Texas.
Il 1º aprile 2022 ha firmato un contratto con il Toronto FC della durata di quattro giorni, accordo replicato anche il 23 aprile, il 4 ed il 7 maggio. Il 5 maggio ha fatto il suo esordio in MLS nell'incontro perso 2-0 contro il FC Cincinnati.
Nel febbraio del 2023 è entrato definitivamente in prima squadra con cui ha firmato un contratto fino al 2024 con opzione per ulteriori due anni.

### Nazionale
Ha giocato nelle nazionali giovanili canadesi Under-17 ed Under-20.

## Statistiche

### Presenze e reti nei club
Statistiche aggiornate al 27 novembre 2023.
| Stagione        | Squadra         | Campionato      | Campionato | Campionato | Coppe nazionali | Coppe nazionali | Coppe nazionali | Coppe continentali | Coppe continentali | Coppe continentali | Altre coppe | Altre coppe | Altre coppe | Totale | Totale | Totale |
| Stagione        | Squadra         | Comp            | Pres       | Reti       | Comp            | Pres            | Reti            | Comp               | Pres               | Reti               | Comp        | Pres        | Reti        | Pres   | Reti   |        |
| --------------- | --------------- | --------------- | ---------- | ---------- | --------------- | --------------- | --------------- | ------------------ | ------------------ | ------------------ | ----------- | ----------- | ----------- | ------ | ------ | ------ |
| 2018            | Toronto FC III  | L1O             | 1          | 1          |                 | -               | -               |                    | -                  | -                  |             | -           | -           | 1      | 1      |        |
| 2021            | Toronto FC II   | USL-1           | 24         | 2          |                 | -               | -               |                    | -                  | -                  |             | -           | -           | 24     | 2      |        |
| 2022            | Toronto FC II   | MNP             | 22         | 2          |                 | -               | -               |                    | -                  | -                  |             | -           | -           | 22     | 2      |        |
| 2022            | Toronto FC      | MLS             | 1          | 0          | USCup           | 0               | 0               |                    | -                  | -                  |             | -           | -           | 1      | 0      |        |
| 2023            | Toronto FC      | MLS             | 27         | 0          | CC              | 1               | 0               |                    | -                  | -                  | LC          | 1           | 0           | 29     | 0      |        |
| Totale carriera | Totale carriera | Totale carriera | 75         | 5          |                 | 1               | 0               |                    | -                  | -                  |             | 1           | 0           | 77     | 5      |        |